# Tylan Grable
Tylan Grable (Gordon, 4 ottobre 1999) è un giocatore di football americano statunitense che milita nel ruolo di offensive tackle per i Buffalo Bills della National Football League (NFL).

## Carriera universitaria
Grable iniziò la carriera nel college football all'Università statale di Jacksonville, con cui giocò dal 2018 al 2021. Con i Gamecocks nelle ultime due stagioni fu premiato come FCS All-American. Le ultime due stagioni le disputò a UCF, venendo inserito nella seconda formazione ideale dell'American Athletic Conference nel 2022.

## Carriera

### Buffalo Bills
Grable fu scelto nel corso del sesto giro (204º assoluto) del Draft NFL 2024 dai Buffalo Bills. Debuttò come professionista subentrando nella gara della gara del primo turno contro gli Arizona Cardinals giocando sei snap negli special team.